# Platypalpus longicornioides
Platypalpus longicornioides är en tvåvingeart som beskrevs av Chvala 1972. Platypalpus longicornioides ingår i släktet Platypalpus och familjen puckeldansflugor. Arten är reproducerande i Sverige. Inga underarter finns listade i Catalogue of Life.